# Volo LIAT 319
Il volo LIAT 319 era un volo di linea tra le isole dei Caraibi partito dall'aeroporto internazionale di Hewanorra a Saint Lucia all'aeroporto ET Joshua a Saint Vincent e Grenadine. Il 3 agosto 1986 il de Havilland Canada DHC-6 Twin Otter serie 310 da 19 posti che operava il volo, servito dalla Leeward Islands Air Transport (LIAT), scomparve, ma si ritiene che si sia schiantato nel Mar dei Caraibi, risultando nella morte dei suoi undici passeggeri e due membri dell'equipaggio.

## L'aereo
L'aereo coinvolto nell'incidente era un de Havilland Canada DHC-6 Twin Otter 310, con numero di serie del costruttore 785 e registrato come V2-LCJ. Questo aereo volò per la prima volta nel 1982. Era alimentato da due motori Pratt & Whitney Canada PT6A-27. Era in grado di ospitare 19 passeggeri.

## L'incidente
Domenica 4 agosto 1986, il volo LIAT 319 partì dall'aeroporto internazionale Hewanorra a St. Lucia, in rotta verso l'aeroporto ET Joshua (allora chiamato aeroporto di Arnos Vale) a Saint Vincent e Grenadine. Nel tentativo di atterrare a destinazione, l'aereo si imbatté in alcune difficoltà a causa di un temporale. I piloti eseguirono due tentativi di atterraggio. Si ritiene che il Twin Otter si fosse schiantato in mare per poi affondare in acqua a circa 1.800 m di profondità durante il suo terzo tentativo di atterraggio.
Non sono stati scoperti né i corpi dei passeggeri e dell'equipaggio, né il relitto. Il governo di St. Vincent e Grenadine dichiarò così la loro morte, dopo che i tentativi di recupero non riuscirono a localizzare le vittime sei giorni dopo l'incidente.

## Vittime
Sette dei passeggeri a bordo del volo 319 erano cittadini vincenziani. Tra i passeggeri e l'equipaggio del volo c'erano anche due americani, due italiani, un canadese e un antiguano.